# Konopi Kálmán
Konopi Kálmán (Odvos, 1880. január 21. – Odvos, 1947. november 27.) magyar jogász, gazdálkodó, mezőgazdasági szakíró.

## Életútja
Középiskoláit a gyulafehérvári és a budapesti Római Katolikus Főgimnáziumban végezte, államtudományi doktorátust a budapesti Pázmány Péter Tudományegyetemen szerzett, tanulmányokat folytatott a hallei és berlini mezőgazdasági főiskolán. Földbirtokán gazdálkodott; az Erdélyi Gazda munkatársa, 1937-től az EMGE aradi fiókjának elnöke, az aradi Mezőgazdasági Kamara intézőbizottságának tagja.
Az 1920-as években olyan lisztminőség-vizsgálati eljárást és értékelési rendszert dolgozott ki, amelyet csak a világviszonylatban is elismert Hankóczy-Brabender eljárás szorított ki az 1930-as évek elején. Odvoson folytatott növénynemesítő tevékenységének eredménye az "Odvosi 3" búzafajta volt, amelyet az "Odvosi 156" és "Odvosi 241" őszibúzafajták, az "Odvosi 427" tavaszibúza követtek. Az 1949-ben Romániában körzetesített négy őszibúzafajta közül egyik az "Odvosi 241" volt, amelyet kiváló tulajdonságaiért Erdély-szerte termesztettek. Utolsó éveiben nemesítő tevékenységébe bevonta a pannonbükkönyt, vöröslóherét és kukoricát is.

## Önálló kötetei
- Utazás a búzavetőmagtól a mindennapi kenyérig (Magyar Nép Könyvtára, Kolozsvár, 1932)
- Jó búzából lesz a jó kenyér (Kolozsvár, 1936)